# BX Warrior
Albums de Tim Dog
Immortal
(2006) Project X: Iconic
(2009)
BX Warrior est le quatrième album studio de Tim Dog, sorti le 19 mai 2006.

## Liste des titres
| No  | Titre                      | Contient un (des) sample(s) de | Durée |
| --- | -------------------------- | ------------------------------ | ----- |
| 1.  | BX Warrior                 |                                | 4:31  |
| 2.  | From BX                    |                                | 2:43  |
| 3.  | BX We Invented Hip Hop     |                                | 3:43  |
| 4.  | Original Dog (BX Mix)      | Nautilus de Bob James          | 4:02  |
| 5.  | Get in That Ass            |                                | 3:15  |
| 6.  | Run Run Run                |                                | 2:34  |
| 7.  | Love 4 Us (Ultramagnetic)  |                                | 3:50  |
| 8.  | Revenge of da Old School   |                                | 2:55  |
| 9.  | Original Dog (Twist Mix)   |                                | 6:13  |
| 10. | Mind Games (Ultramagnetic) |                                | 5:13  |
| 11. | Hardcore                   |                                | 4:10  |
| 12. | I'm That Pimp              |                                | 3:21  |
| 13. | Hold You Down              |                                | 2:57  |
| 14. | No More Interviews         |                                | 5:03  |